# Roel Wever
Roel Wever (Amsterdam, 30 juni 1962) is een Nederlands VVD-politicus en bestuurder. Sinds 28 september 2020 is hij burgemeester van Heerlen. Van 11 september 2018 tot 16 oktober 2020 was hij lid van de Eerste Kamer.

## Loopbaan
Wever volgde van 1974 tot 1981 het Vossius Gymnasium in Amsterdam. Hij studeerde van 1981 tot 1985 juridische bestuurswetenschappen aan de Universiteit van Amsterdam. Wever was in dienst bij de gemeenten Wijk bij Duurstede, Hillegom, Wijchen en Kerkrade. In 2001 trad hij in dienst van Parkstad Limburg, waar hij bestuurslid en secretaris was. Sinds 2005 was hij werkzaam bij het adviesbureau Public Spirit/BMC, waar hij sinds 2017 directeur was. Hij was van 2012 tot 2015 werkzaam als interim-secretaris-directeur van de Stadsregio KAN.
Wever stond in 2010 als eerste op de voordracht voor het burgemeesterschap van Heerlen; hij werd echter niet de voorkeurskandidaat van de gemeenteraad. Bij de Eerste Kamerverkiezingen in 2015 stond Wever op plaats 17 van de kandidatenlijst van de VVD, wat echter niet voldoende was om gekozen te worden. Op 11 september 2018 werd hij alsnog geïnstalleerd als lid van de Eerste Kamer als opvolger van Frank de Grave. Als Eerste Kamerlid was hij woordvoerder financiën en verder hield hij zich onder meer bezig met Koninkrijksrelaties, financiën, sociale zaken en werkgelegenheid en binnenlandse zaken. Hij was fractiesecretaris van de VVD en ondervoorzitter van de vaste Eerste Kamercommissie voor Sociale Zaken en Werkgelegenheid (SZW).
Op 24 juni 2020 heeft de gemeenteraad van Heerlen Wever voorgedragen als burgemeester van deze gemeente. Op 28 augustus 2020 werd bekendgemaakt dat de ministerraad de voordracht heeft overgenomen zodat Wever middels koninklijk besluit per 28 september 2020 benoemd kon worden. In verband hiermee verliet hij op 16 oktober 2020 de Eerste Kamer.
Wever is getrouwd en heeft vijf kinderen.
- Parlement.com: vkqvbq0sonsx